# 공기조화기술

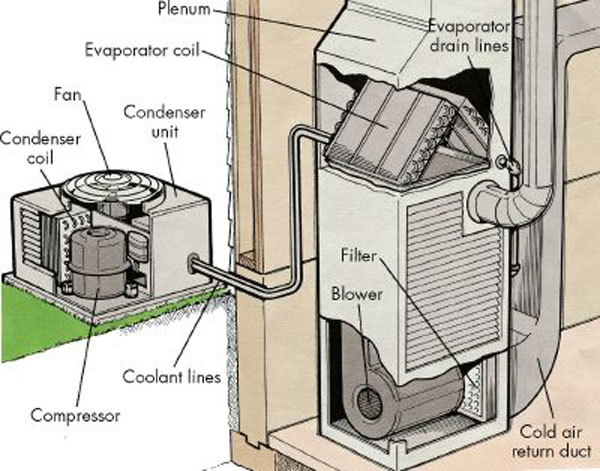
공기조화 시스템의 주요 구성 요소 다이어그램

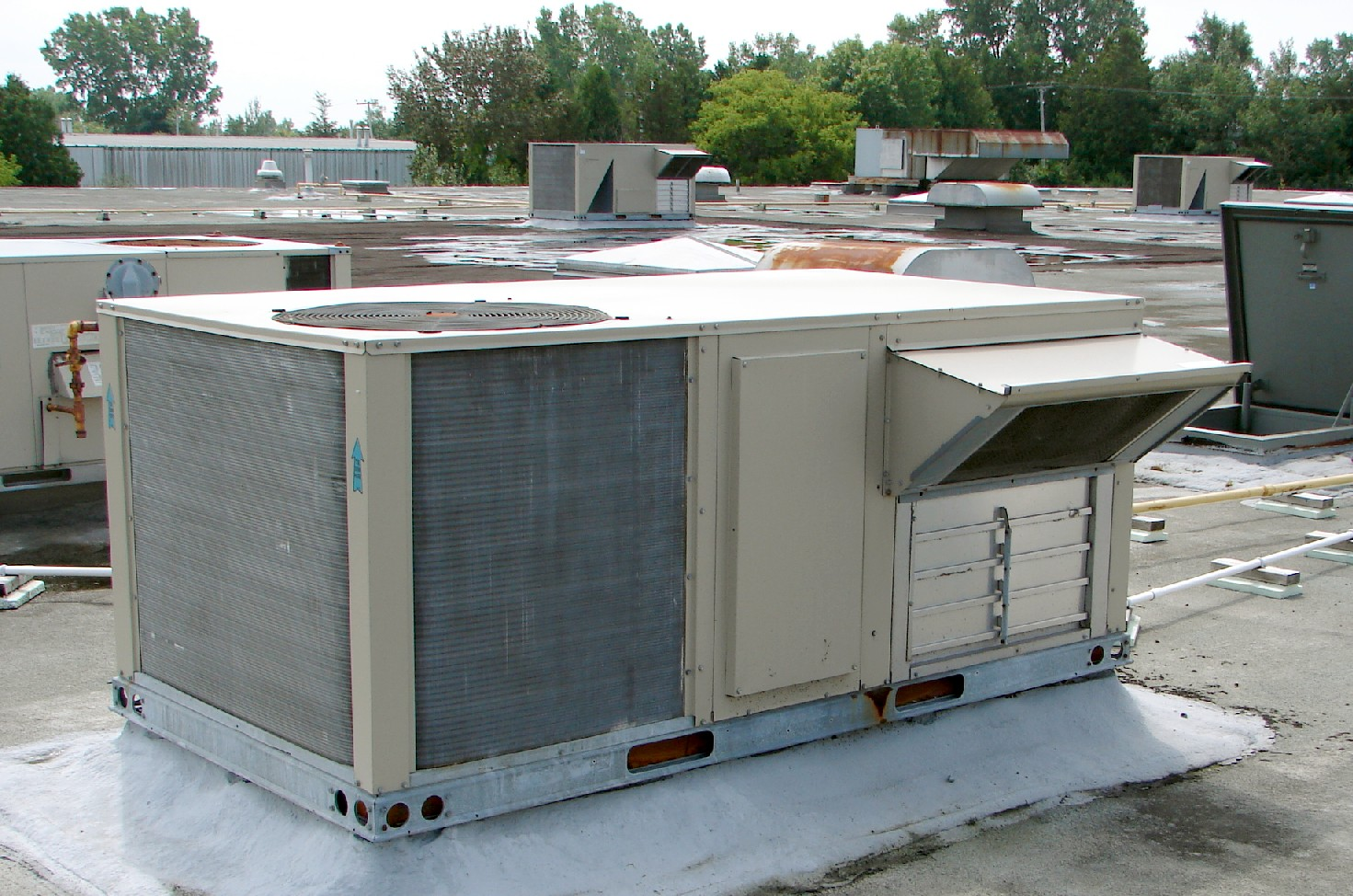
신선한 공기 흡입구가 보이는 옥상 공기조화 장치

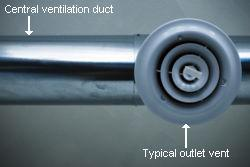
배출구 디퓨저 통풍구가 있는 환기 덕트. 건물 전체에 설치되어 공기를 방 안팎으로 이동시킨다. 중앙에는 공간으로 들어가는 공기의 양을 조절하기 위해 통풍구를 열고 닫는 댐퍼가 있다.

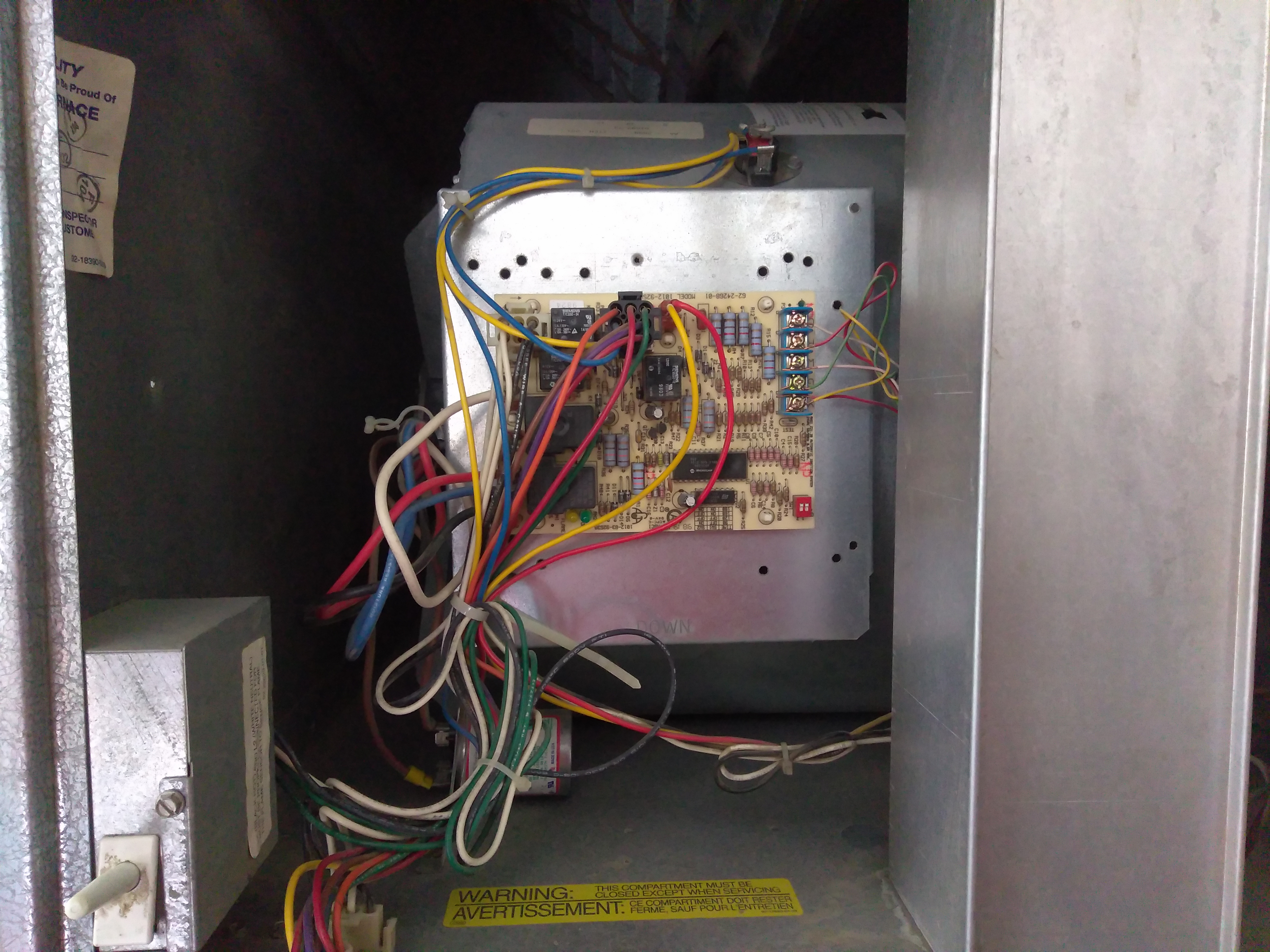
가정용 공기조화 설비의 제어 회로. 보드 오른쪽 상단의 파란색 단자 블록에 연결된 전선은 온도조절기로 연결된다. 팬 인클로저는 보드 바로 뒤에 있으며, 필터는 상단에서 볼 수 있다. 안전 인터록 스위치는 왼쪽 하단에 있다. 하단 중앙에는 축전기가 있다.

공기조화기술(空氣調和技術) 또는 난방, 환기 및 공기조화(heating, ventilation, & air conditioning, HVAC)는 밀폐된 공간의 온도, 습도 및 공기 순도를 제어하기 위한 다양한 기술의 사용을 의미한다. 목표는 열적 쾌적성과 허용 가능한 실내 공기질을 제공하는 것이다. 공기조화 시스템 설계는 기계공학의 하위 분야로, 열역학, 유체역학 및 열전달의 원리에 기반을 둔다. 때로는 이 분야의 약어에 "냉장"이 추가되어 HVAC&R 또는 HVACR이 되거나, "환기"가 빠져 HACR (HACR 등급 회로 차단기의 지정과 같이)이 되기도 한다.
공기조화는 단독 주택, 아파트 건물, 호텔, 노인 생활 시설과 같은 주거 구조물; 마천루 및 병원과 같은 중대형 산업 및 사무실 건물; 자동차, 기차, 비행기, 선박 및 잠수함과 같은 차량; 그리고 해양 환경에서 외부의 신선한 공기를 사용하여 온도와 습도에 관하여 안전하고 건강한 건물 상태가 규제되는 중요한 부분이다.
환기 (공기조화의 "V")는 온도 제어, 산소 보충, 습기, 냄새, 연기, 열, 먼지, 공기 중 세균, 이산화탄소 및 기타 가스 제거를 포함하여 높은 실내 공기질을 제공하기 위해 어떤 공간에서든 공기를 교환하거나 교체하는 과정이다. 환기는 불쾌한 냄새와 과도한 습기를 제거하고 외부 공기를 도입하며 실내 공기를 순환시킨다. 건물 환기 방법은 기계적 (강제) 또는 자연적 방법으로 분류된다.

## 개요
난방, 환기 및 공기조화의 세 가지 주요 기능은 특히 합리적인 설치, 운영 및 유지보수 비용 내에서 열적 쾌적성과 허용 가능한 실내 공기질을 제공해야 할 필요성과 상호 관련되어 있다. 공기조화 시스템은 가정 및 상업 환경 모두에서 사용될 수 있다. 공기조화 시스템은 환기를 제공하고 공간 간의 압력 관계를 유지할 수 있다. 공간으로 공기를 공급하고 제거하는 수단은 실내 공기 분배로 알려져 있다.

### 개별 시스템
현대 건물에서 이러한 기능의 설계, 설치 및 제어 시스템은 하나 이상의 공기조화 시스템으로 통합된다. 매우 작은 건물에서는 일반적으로 계약자가 필요한 시스템의 용량 및 유형을 추정하고 시스템을 설계하여 적절한 냉매 및 필요한 다양한 구성 요소를 선택한다. 더 큰 건물에서는 건물 서비스 설계자, 기계 엔지니어 또는 건축 서비스 엔지니어가 공기조화 시스템을 분석, 설계 및 지정한다. 전문 기계 계약자 및 공급업체가 시스템을 제작, 설치 및 시운전한다. 모든 규모의 건물에 대해 건물 허가 및 코드 준수 검사가 일반적으로 필요하다.

### 지역 네트워크
공기조화는 개별 건물 또는 기타 밀폐된 공간 (NORAD의 지하 본부와 같이)에서 수행되지만, 관련 장비는 경우에 따라 더 큰 지역 난방 (DH) 또는 지역 냉각 (DC) 네트워크 또는 결합된 DHC 네트워크의 확장이다. 이러한 경우, 운영 및 유지보수 측면이 간소화되고 소비되는 에너지 및 경우에 따라 더 큰 시스템으로 반환되는 에너지에 대한 요금 청구를 위해 측정 (metering)이 필요하다. 예를 들어, 특정 시간에 한 건물은 공기조화를 위해 냉수를 사용하고 반환되는 따뜻한 물은 다른 건물에서 난방을 위해 또는 DHC 네트워크의 전체 난방 부분 (온도를 높이기 위해 에너지가 추가될 가능성이 높음)에 사용될 수 있다.
더 큰 네트워크에 기반한 공기조화는 개별 건물에서는 불가능한 규모의 경제를 제공하며, 태양열과 같은 재생 가능 에너지원을 활용하고, 겨울의 추위, 일부 지역의 호수나 해수의 냉각 잠재력을 자유 냉각에 활용하고, 계절 열에너지 저장의 기능을 가능하게 한다. 공기조화에 자연 자원을 활용하는 것은 환경에 큰 이점을 제공하고 대체 방법에 대한 인식을 높일 수 있다.

## 역사
공기조화는 니콜라이 리보프, 마이클 패러데이, 롤라 카펜터, 윌리스 캐리어, 에드윈 루드, 루벤 트레인, 제임스 줄, 윌리엄 존 매퀀 랭킨, 니콜라 레오나르 사디 카르노, 앨리스 파커 등 많은 이들의 발명과 발견에 기반을 두고 있다.
이 기간 내의 여러 발명은 1902년 앨프레드 울프(Alfred Wolff)가 뉴욕 증권 거래소를 위해 설계한 최초의 쾌적 공기조화 시스템의 시작에 앞서 이루어졌고, 윌리스 캐리어는 같은 해 새키츠-윌헬름스 인쇄 회사에 공정 에어컨 장치를 설치했다. 코인 칼리지(Coyne College)는 1899년에 공기조화 교육을 제공한 최초의 학교였다. 최초의 주거용 에어컨은 1914년에 설치되었고, 1950년대에는 "주거용 에어컨의 광범위한 채택"이 이루어졌다.
공기조화 시스템 구성 요소의 발명은 산업 혁명과 함께 이루어졌으며, 전 세계의 기업과 발명가들은 지속적으로 현대화, 고효율 및 시스템 제어의 새로운 방법을 도입하고 있다.

## 난방
히터는 건물의 열(즉, 온기)을 생성하는 장치이다. 이는 중앙 난방을 통해 이루어질 수 있다. 이러한 시스템에는 주택의 난로실이나 대형 건물의 기계실과 같은 중앙 위치에서 물, 증기 또는 공기를 가열하는 보일러, 난로 또는 열펌프가 포함된다. 열은 대류, 열전도 또는 방사선을 통해 전달될 수 있다. 공간 히터는 단일 방을 가열하는 데 사용되며 단일 장치로 구성된다.

### 생성

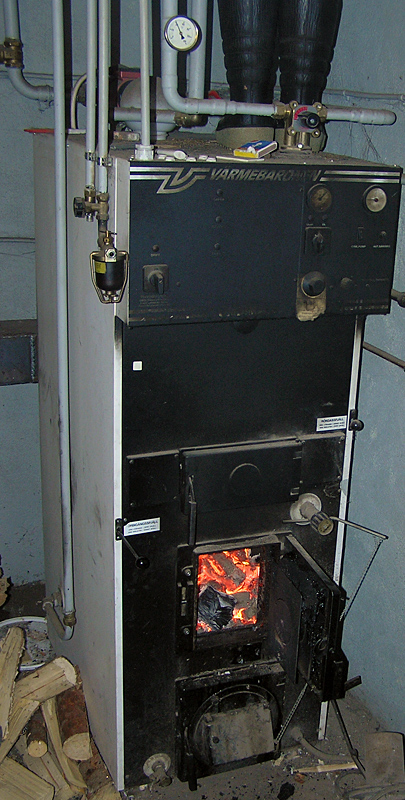
중앙 난방 장치

히터는 고체 연료, 액체 연료, 기체 연료를 포함한 다양한 유형의 연료를 사용한다. 또 다른 열원은 전기로, 일반적으로 고저항성 와이어로 구성된 난방 리본을 사용한다(참조 니크롬). 이 원리는 베이스보드 히터와 휴대용 히터에도 사용된다. 전기 히터는 종종 열펌프 시스템의 보조 또는 보충 난방으로 사용된다.
열펌프는 1950년대 일본과 미국에서 인기를 얻었다. 열펌프는 환경 공기, 건물에서 배출되는 공기 또는 땅과 같은 다양한 열원에서 열을 추출할 수 있다. 열펌프는 구조물 외부에서 내부 공기로 열을 전달한다. 처음에는 열펌프 공기조화 시스템이 온화한 기후에서만 사용되었지만, 저온 작동의 개선과 효율적인 주택으로 인한 부하 감소로 인해 더 추운 기후에서도 인기가 높아지고 있다. 또한 역방향으로 작동하여 내부를 냉각할 수도 있다.

### 분배

#### 물/증기
가열된 물 또는 증기의 경우, 배관을 사용하여 열을 방으로 운반한다. 대부분의 현대 온수 보일러 난방 시스템에는 분배 시스템을 통해 온수를 이동시키는 순환기(펌프)가 있다(구형의 중력 공급 시스템과 대조적으로). 열은 방열기, 온수 코일(수공기), 또는 기타 열교환기를 사용하여 주변 공기로 전달될 수 있다. 방열기는 벽에 설치되거나 바닥에 설치되어 바닥 난방을 생성할 수 있다.
물을 열 전달 매체로 사용하는 것을 수난방이라고 한다. 가열된 물은 보조 열교환기에 공급되어 목욕 및 세척용 온수를 공급할 수도 있다.

#### 공기
온풍 시스템은 금속 또는 유리섬유 덕트를 통해 공급 및 회수 공기 덕트 시스템을 통해 가열된 공기를 분배한다. 많은 시스템은 동일한 덕트를 사용하여 에어컨용 증발기 코일에 의해 냉각된 공기를 분배한다. 공기 공급은 일반적으로 먼지와 꽃가루 입자를 제거하기 위해 공기여과기를 통해 여과된다.

### 위험
난로, 공간 히터, 보일러를 실내 난방 방식으로 사용하면 불완전 연소와 일산화 탄소, 질소 산화물, 폼알데하이드, 휘발성 유기 화합물 및 기타 연소 부산물의 배출이 발생할 수 있다. 불완전 연소는 산소가 부족할 때 발생한다. 입력물은 다양한 오염 물질을 포함하는 연료이며, 출력물은 유해한 부산물, 가장 위험하게는 무미무취하며 심각한 건강에 부정적인 영향을 미치는 일산화 탄소이다.
적절한 환기가 이루어지지 않으면 일산화 탄소는 1000ppm(0.1%) 농도에서 치명적일 수 있다. 그러나 수백 ppm 농도에서는 일산화 탄소 노출이 두통, 피로, 메스꺼움, 구토를 유발한다. 일산화 탄소는 혈액 내 헤모글로빈과 결합하여 카르복시헤모글로빈을 형성하여 혈액의 산소 운반 능력을 감소시킨다. 일산화 탄소 노출과 관련된 주요 건강 문제는 심혈관 및 신경 행동 효과이다. 일산화 탄소는 죽상동맥경화증(동맥 경화)을 유발할 수 있으며 심장 마비를 유발할 수도 있다. 신경학적으로 일산화 탄소 노출은 손-눈 협응력, 주의력 및 지속적인 수행 능력을 감소시킨다. 또한 시간 감별력에도 영향을 미칠 수 있다.

## 환기
환기는 온도 조절 또는 습기, 냄새, 연기, 열, 먼지, 공기 중 세균, 이산화탄소의 조합을 제거하고 산소를 보충하기 위해 어떤 공간에서든 공기를 바꾸거나 교체하는 과정이다. 이는 유해 오염 물질의 축적을 방지하고 신선한 공기의 순환을 보장함으로써 건강한 실내 환경을 유지하는 데 중요한 역할을 한다. 건물 설계 및 공기질 요구 사항에 따라 창문을 통한 자연 환기 및 기계적 환기 시스템과 같은 다양한 방법이 사용될 수 있다. 환기는 종종 건물 실내 공간으로 외부 공기를 의도적으로 공급하는 것을 의미한다. 이는 건물 내 허용 가능한 실내 공기질을 유지하는 데 가장 중요한 요소 중 하나이다.
환기는 실내 공기질에 중요한 역할을 하지만, 그 자체만으로는 충분하지 않을 수 있다. ... 측면에서 환기 성능을 향상시키기 위해서는 실내 및 실외 공기질 매개변수에 대한 명확한 이해가 필요하다. 실외 오염이 실내 공기질을 악화시키는 시나리오에서는 여과와 같은 다른 처리 장치도 필요할 수 있다.
건물을 환기하는 방법은 기계식/강제식과 자연식으로 나눌 수 있다.

### 기계식 또는 강제식

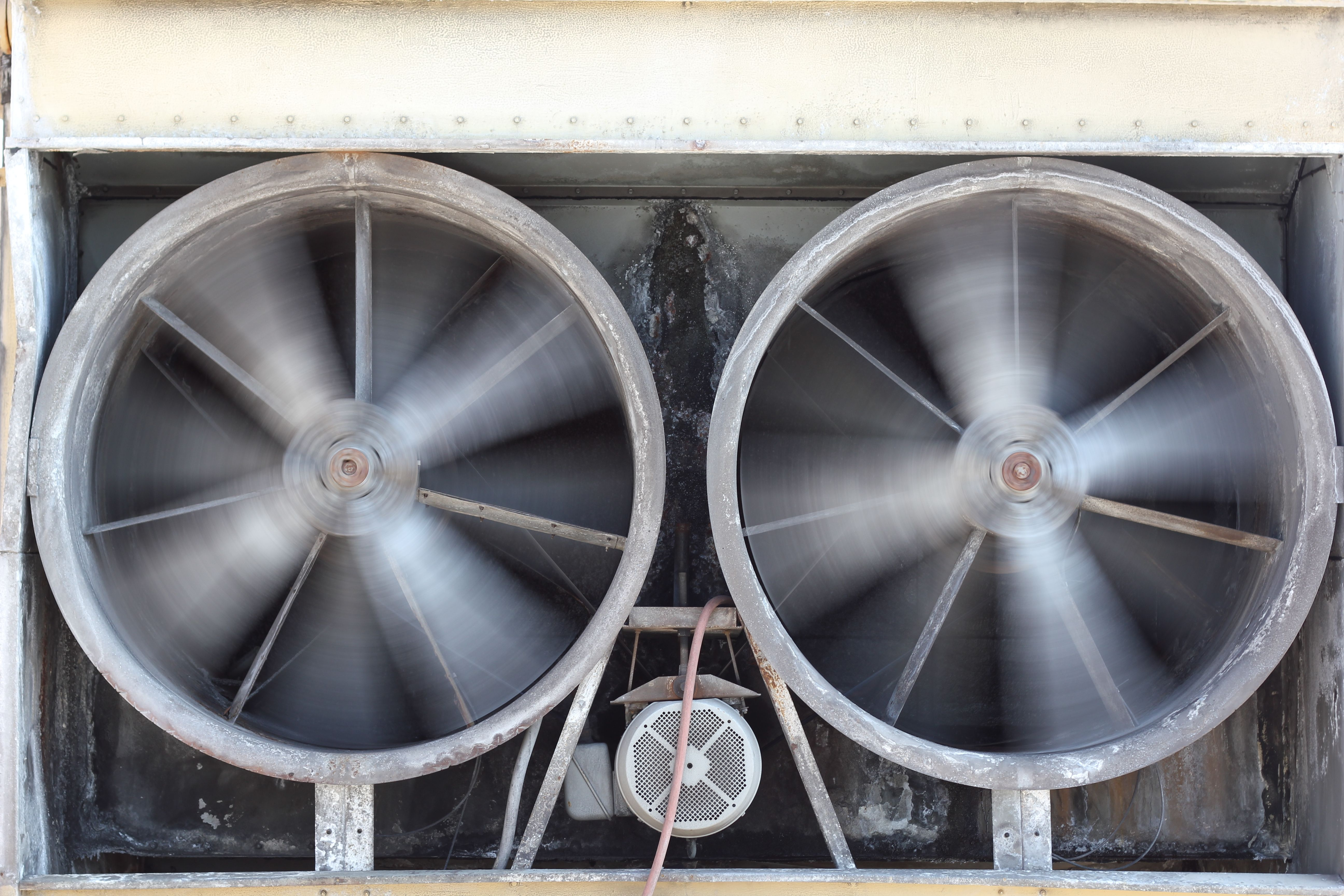
12층 건물의 공기조화 환기 배기

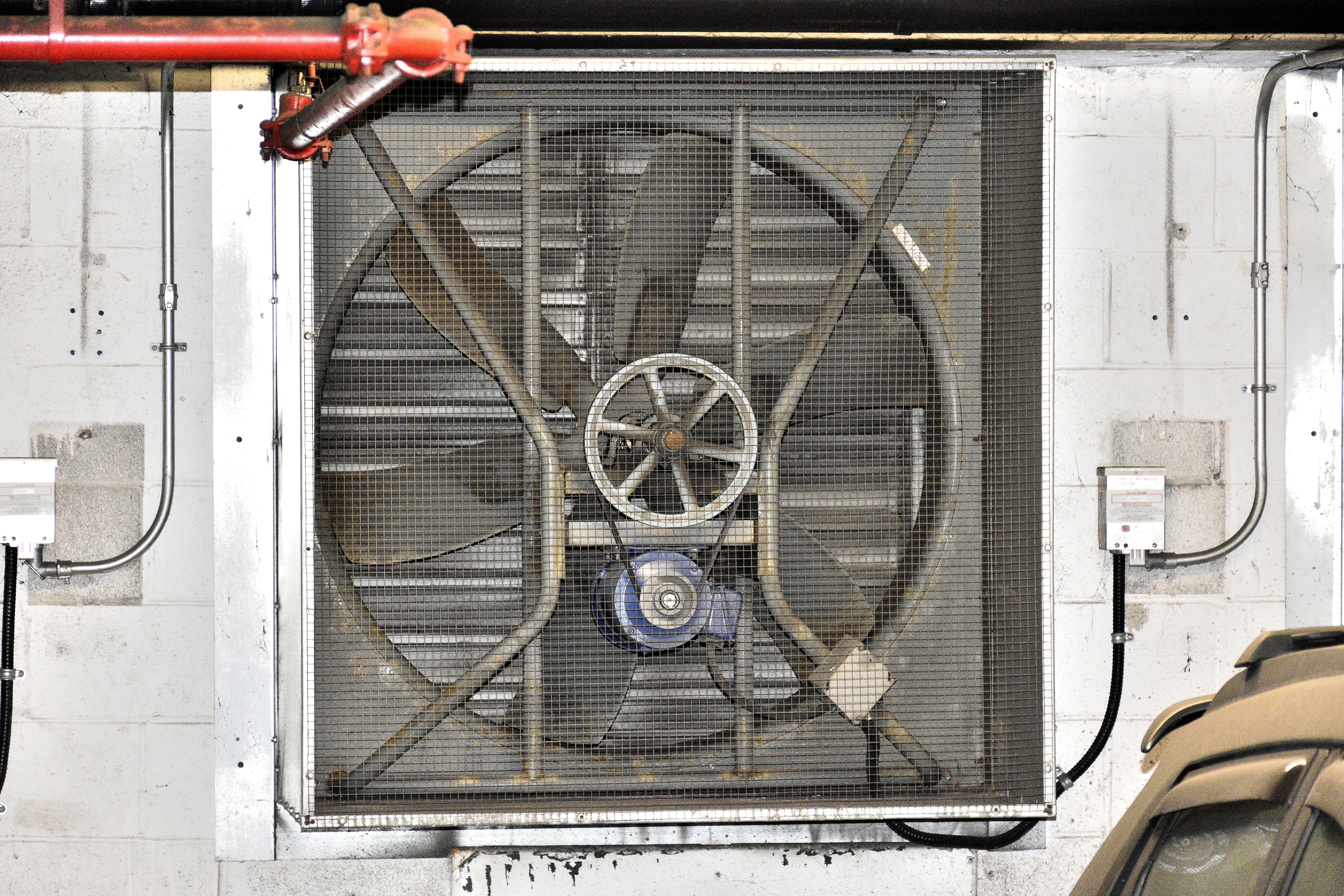
지하 주차장을 위한 축형 벨트 구동 배기 팬. 이 배기 팬의 작동은 내연 기관에서 배출되는 오염 물질의 농도와 연동된다.

기계식 또는 강제 환기는 공기조화기 (AHU)에 의해 제공되며 실내 공기질을 제어하는 데 사용된다. 과도한 습도, 냄새 및 오염 물질은 종종 외부 공기로 희석하거나 교체하여 제어할 수 있다. 그러나 습한 기후에서는 환기 공기에서 과도한 습기를 제거하는 데 더 많은 에너지가 필요하다.
주방과 욕실에는 일반적으로 냄새와 때로는 습도를 제어하기 위한 기계식 배기 장치가 있다. 이러한 시스템 설계의 요소에는 유량(팬 속도 및 배기구 크기의 함수) 및 소음 수준이 포함된다. 직접 구동 팬은 많은 응용 분야에서 사용할 수 있으며 유지보수 필요성을 줄일 수 있다.
여름에는 천장 선풍기와 테이블/바닥 팬이 방 안의 공기를 순환시켜 거주자의 피부에서 땀의 증발을 증가시켜 체감 온도를 낮추는 목적으로 사용된다. 뜨거운 공기는 위로 상승하므로, 천장 선풍기는 천장의 따뜻한 성층 공기를 바닥으로 순환시켜 겨울에 방을 더 따뜻하게 유지하는 데 사용될 수 있다.

### 수동식

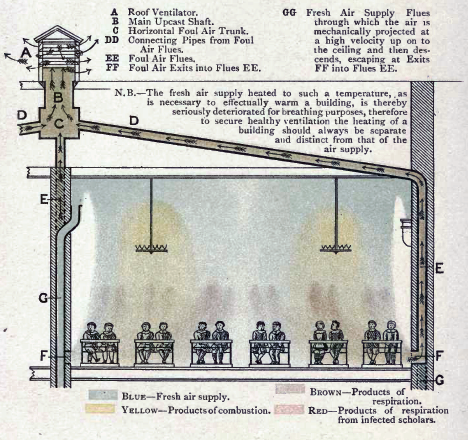
하강기류 방식, 충격 방식, 또는 '플레넘' 원리를 학교 교실에 적용한 환기 (1899)

자연 환기는 팬이나 다른 기계 시스템을 사용하지 않고 외부 공기로 건물을 환기하는 것이다. 이는 공간이 작고 건축이 허용하는 경우 개폐식 창문, 루버 또는 트리클 벤트를 통해 이루어질 수 있다. ASHRAE는 자연 환기를 열린 창문, 문, 그릴 및 기타 계획된 건물 외피 관통부를 통한 공기 흐름으로 정의하며, 자연적 및 인공적으로 생성된 압력 차이에 의해 구동된다고 정의한다.
자연 환기 전략에는 건물 반대편에 있는 바람 압력 차이에 의존하는 교차 환기도 포함된다. 창문이나 통풍구와 같은 개구부를 전략적으로 반대 벽에 배치함으로써 공기가 공간을 통과하도록 유도하여 냉각 및 환기를 향상시킨다. 교차 환기는 건물 내부에 공기 흐름을 위한 명확하고 방해받지 않는 경로가 있을 때 가장 효과적이다.
보다 복잡한 방식에서는 따뜻한 공기가 상승하여 건물 높은 곳의 개구부를 통해 외부로 흘러나가게 (굴뚝 효과) 하여 시원한 외부 공기가 건물 낮은 곳의 개구부로 유입되도록 한다. 자연 환기 방식은 에너지를 거의 사용하지 않지만, 쾌적함을 보장하기 위해 주의를 기울여야 한다. 따뜻하거나 습한 기후에서는 자연 환기만으로 열적 쾌적함을 유지하는 것이 불가능할 수 있다. 공기조화 시스템은 보조 또는 보충으로 사용된다. 공기 측 이코노마이저 또한 외부 공기를 사용하여 공간을 조절하지만, 적절할 때 시원한 외부 공기를 도입하고 분배하기 위해 팬, 덕트, 댐퍼 및 제어 시스템을 사용한다.
자연 환기의 중요한 요소는 공기 교환율 또는 시간당 공기 변화율이다. 이는 시간당 환기량을 공간의 부피로 나눈 값이다. 예를 들어, 시간당 6회 공기 변화율은 공간 부피와 동일한 양의 새로운 공기가 10분마다 추가된다는 것을 의미한다. 인간의 편안함을 위해 최소 시간당 4회 공기 변화율이 일반적이지만, 창고는 2회에 불과할 수도 있다. 너무 높은 공기 변화율은 풍동이 시간당 수천 회 변화하는 것과 같이 불편할 수 있다. 가장 높은 공기 변화율은 혼잡한 공간, 바, 나이트클럽, 상업용 주방에서 시간당 약 30~50회이다.
실내 압력은 실외에 대해 양압 또는 음압일 수 있다. 양압은 공급되는 공기가 배출되는 공기보다 많을 때 발생하며, 외부 오염 물질의 침투를 줄이는 데 흔히 사용된다.

### 공기 매개 질병
자연 환기는 결핵, 감기, 인플루엔자, 수막염 또는 코로나19와 같은 공기 매개 질병의 확산을 줄이는 데 핵심적인 요소이다. 문과 창문을 여는 것은 자연 환기를 극대화하는 좋은 방법이며, 이는 비용이 많이 들고 유지보수가 필요한 기계 시스템보다 공기 매개 감염 위험을 훨씬 낮출 수 있다. 높은 천장과 큰 창문이 있는 구식 임상 구역은 가장 큰 보호를 제공한다. 자연 환기는 비용이 거의 들지 않고 유지보수가 필요 없으며, 자원이 제한된 환경과 결핵 및 병원 내 결핵 전파 부담이 가장 높은 열대 기후에 특히 적합하다. 호흡기 격리가 어렵고 기후가 허용하는 환경에서는 공기 매개 감염 위험을 줄이기 위해 창문과 문을 열어야 한다. 자연 환기는 유지보수가 거의 필요 없고 비용이 저렴하다.
기후 때문에 많은 인프라에서는 자연 환기가 실용적이지 않다. 이는 시설에 효과적인 기계 환기 시스템이 필요하거나 천장 수준의 UV 또는 원적외선 UV 환기 시스템을 사용해야 한다는 의미이다.

알파 블랙 에디션 - UVC (자외선 살균 조사) 기능이 있는 시에어 에어컨

환기는 시간당 공기 변화율(ACH)로 측정된다. 2023년 현재, CDC는 모든 공간이 최소 5 ACH를 갖출 것을 권장한다. 공기 매개 전염병이 있는 병실의 경우 CDC는 최소 12 ACH를 권장한다. 시설 환기의 어려움은 대중의 인식 부족, 비효율적인 정부 감독, 쾌적 수준에 기반한 부실한 건축 법규, 부실한 시스템 운영, 부실한 유지보수, 투명성 부족이다.
UVC 또는 자외선 살균 조사는 현대 에어컨에 사용되는 기능으로, 증발기 전반에 걸쳐 부드러운 빛을 방출하는 내장 LED UV 램프를 사용하여 공기 중의 바이러스, 세균 및 균계를 줄인다. 횡류 팬이 실내 공기를 순환시키면 모든 바이러스가 살균 모듈의 조사 범위로 유도되어 즉시 비활성화된다.

## 공기조화
에어컨 시스템 또는 독립형 에어컨은 건물의 전체 또는 일부에 냉각 및 습도 조절 기능을 제공한다. 에어컨이 설치된 건물은 종종 창문이 밀봉되어 있는데, 이는 열린 창문이 일정한 실내 공기 조건을 유지하기 위한 시스템에 역행하기 때문이다. 외부의 신선한 공기는 일반적으로 혼합 공기실로 유입되어 실내 회수 공기와 혼합된다. 그런 다음 혼합 공기는 실내 또는 실외 열교환기 섹션으로 들어가 냉각된 후 공간으로 유도되어 양압을 생성한다. 신선 공기가 차지하는 회수 공기의 비율은 일반적으로 이 통풍구의 개구부를 조절하여 조작할 수 있다. 일반적인 신선 공기 흡입량은 총 공급 공기의 약 10%이다.
공기조화 및 냉장은 열 제거를 통해 제공된다. 열은 열복사, 대류 또는 열전도를 통해 제거될 수 있다. 열 전달 매체는 냉동 시스템이며, 물, 공기, 얼음 및 화학 물질과 같은 물질을 냉매라고 한다. 냉매는 압축기를 사용하여 열역학적 냉장 사이클을 구동하는 열펌프 시스템에서 사용되거나, 차가운 냉매(일반적으로 물 또는 글리콜 혼합물)를 순환시키기 위해 펌프를 사용하는 자유 냉각 시스템에서 사용된다.
냉각되는 면적에 충분한 공기조화 마력이 필수적이다. 마력이 부족한 공기조화 시스템은 전력 낭비와 비효율적인 사용으로 이어진다. 설치되는 모든 에어컨에는 적절한 마력이 필요하다.

### 냉장 사이클

냉장 사이클의 단순화된 도식화된 다이어그램: 1) 복수기, 2) 팽창 밸브, 3) 증발기 코일, 4) 가스 압축기

냉장 사이클은 압축기, 응축기, 미터링 장치, 증발기의 네 가지 필수 요소를 사용하여 냉각한다.
- 압축기 입구에서 시스템 내부의 냉매는 저압, 저온의 기체 상태이다. 압축기는 냉매 가스를 고압, 고온으로 펌프질한다.
- 거기에서 열교환기 (때로는 응축 코일 또는 복수기라고 불림)로 들어가 외부로 열을 잃고 냉각되어 액상으로 응축된다.
- 팽창 밸브 (미터링 장치라고도 함)는 냉매 액체가 적절한 속도로 흐르도록 조절한다.
- 액체 냉매는 다른 열교환기로 돌아가 증발하도록 허용되며, 따라서 열교환기는 종종 증발 코일 또는 증발기라고 불린다. 액체 냉매가 증발하면 실내 공기에서 열을 흡수하고 압축기로 돌아가 사이클을 반복한다. 이 과정에서 실내에서 열이 흡수되어 실외로 전달되어 건물이 냉각된다.

가변적인 기후에서는 겨울에는 난방으로, 여름에는 냉방으로 전환하는 역방향 밸브가 시스템에 포함될 수 있다. 냉매의 흐름을 역전시킴으로써 열펌프 냉동 사이클이 냉방에서 난방으로 또는 그 반대로 변경된다. 이를 통해 단일 장비로 동일한 수단과 동일한 하드웨어로 시설을 난방 및 냉방할 수 있다.

### 자유 냉각
자유 냉각 시스템은 매우 높은 효율을 가질 수 있으며, 때로는 겨울의 추위를 여름 공기조화에 사용할 수 있도록 계절 열 에너지 저장과 결합되기도 한다. 일반적인 저장 매체는 깊은 대수층 또는 소구경, 열교환기 장착 시추공 클러스터를 통해 접근하는 자연 지하 암반이다. 소규모 저장소를 가진 일부 시스템은 하이브리드 시스템으로, 냉각 시즌 초기에 자유 냉각을 사용하고 나중에 열펌프를 사용하여 저장소에서 순환되는 것을 냉각한다. 열펌프는 시스템이 냉각(충전 모드와 반대) 모드일 때 저장소가 히트 싱크 역할을 하여 냉각 시즌 동안 온도가 점진적으로 증가하기 때문에 추가된다.
일부 시스템에는 "절약 모드"가 포함되어 있으며, 이는 때때로 "자유 냉각 모드"라고 불린다. 절약 시 제어 시스템은 외부 공기 댐퍼를 (완전히 또는 부분적으로) 열고 회수 공기 댐퍼를 (완전히 또는 부분적으로) 닫는다. 이렇게 하면 신선한 외부 공기가 시스템에 공급된다. 외부 공기가 요구되는 시원한 공기보다 시원할 때, 이는 기계적 냉각 공급(일반적으로 냉각수 또는 직접 팽창 "DX" 장치)을 사용하지 않고 요구 사항을 충족시켜 에너지를 절약할 수 있다. 제어 시스템은 외부 공기 온도와 회수 공기 온도를 비교하거나, 습도가 더 큰 문제인 기후에서 자주 수행되는 것처럼 공기의 엔탈피를 비교할 수 있다. 두 경우 모두, 시스템이 절약 모드로 진입하려면 외부 공기가 회수 공기보다 에너지가 적어야 한다.

### 패키지 스플릿 시스템
북미 주거지, 사무실, 공공 건물에는 실외 응축기/증발기 장치가 통합된 중앙식 "전체 공기" 공기조화 시스템(또는 패키지 시스템)이 자주 설치되지만, 부피가 큰 공기 덕트가 필요하여 개조(건축 당시 고려되지 않은 건물에 설치)하기 어렵다. (이러한 상황에서는 미니 스플릿 덕트리스 시스템이 사용된다.) 북미 이외 지역에서는 패키지 시스템이 경기장, 극장 또는 전시회장과 같은 대형 실내 공간이 관련된 제한된 응용 분야에서만 사용된다.
패키지 시스템의 대안은 분리형 시스템에서 별도의 실내 및 실외 코일을 사용하는 것이다. 분리형 시스템은 북미를 제외한 전 세계적으로 선호되고 널리 사용된다. 북미에서는 분리형 시스템이 주로 주거용 애플리케이션에서 사용되지만, 소규모 상업용 건물에서도 인기를 얻고 있다. 분리형 시스템은 덕트 작업이 불가능하거나 공간 냉방 효율이 가장 중요한 경우에 사용된다. 덕트리스 에어컨 시스템의 이점은 쉬운 설치, 덕트 작업 불필요, 향상된 구역 제어, 제어 유연성 및 조용한 작동을 포함한다. 공간 냉방에서 덕트 손실은 에너지 소비의 30%를 차지할 수 있다. 미니 스플릿을 사용하면 덕트와 관련된 손실이 없으므로 공간 냉방에서 에너지 절약 효과를 얻을 수 있다.
스플릿 시스템은 덕트를 통해 실외기에서 직접 공기를 공급하는 대신, 실내기와 실외기 사이의 냉매 배관을 사용하여 증발 코일을 원격 콘덴서 유닛에 연결한다. 방향 조절 통풍구가 있는 실내기는 벽에 장착되거나 천장에 매달리거나 천장 안쪽으로 설치된다. 다른 실내기는 천장 캐비티 내부에 장착되어 짧은 길이의 덕트가 실내기에서 방 주변의 통풍구 또는 디퓨저로 공기를 처리한다.
스플릿 시스템은 패키지 시스템보다 효율적이고 설치 면적이 일반적으로 더 작다. 반면, 패키지 시스템은 팬 모터가 외부에 위치하므로 스플릿 시스템에 비해 실내 소음 수준이 약간 낮은 경향이 있다.

### 제습
공기조화 시스템에서의 제습(공기 건조)은 증발기에 의해 제공된다. 증발기는 이슬점 이하의 온도에서 작동하기 때문에 공기 중의 수분이 증발기 코일 튜브에 응결된다. 이 수분은 증발기 하단의 팬에 모여 배관을 통해 중앙 배수구로 또는 외부 지면으로 배출된다.
제습기는 방이나 건물의 습도를 조절하는 에어컨과 유사한 장치이다. 이는 종종 온도가 낮아 상대 습도가 높아지는 지하 공간에서 사용된다(습한 바닥과 벽이 생기기 쉽기 때문). 식품 소매점에서는 대형 개방형 냉장 진열장이 내부 공기를 효과적으로 제습한다. 반대로, 가습기는 건물의 습도를 높인다.
환기 공기를 제습하는 공기조화 구성 요소는 신중한 주의를 기울여야 한다. 왜냐하면 거의 모든 건물에서 외부 공기가 연간 습도 부하의 대부분을 차지하기 때문이다.

### 유지보수
작은 창문형 패키지 장치를 포함한 모든 현대 공기조화 시스템에는 내부 공기여과기가 장착되어 있다. 이 필터는 일반적으로 가벼운 거즈와 같은 재료로 되어 있으며, 필요에 따라 교체하거나 세척해야 한다. 예를 들어, 먼지가 많은 환경의 건물이나 털이 많은 애완동물이 있는 가정은 이러한 오염 물질이 없는 건물보다 필터를 더 자주 교체해야 한다. 이러한 필터를 제때 교체하지 않으면 열 교환율이 낮아져 에너지 낭비, 장비 수명 단축, 에너지 요금 증가로 이어진다. 공기 흐름이 낮으면 증발기 코일에 얼음이 얼어 공기 흐름을 완전히 막을 수 있다. 또한, 매우 더럽거나 막힌 필터는 난방 사이클 동안 과열을 유발하여 시스템 손상 또는 화재로 이어질 수 있다.
에어컨은 실내 코일과 실외 코일 사이에서 열을 이동시키므로 두 코일 모두 깨끗하게 유지되어야 한다. 즉, 증발기 코일의 공기 필터를 교체하는 것 외에도 응축기 코일도 정기적으로 청소해야 한다. 응축기를 깨끗하게 유지하지 않으면 결국 압축기에 손상을 줄 수 있다. 왜냐하면 응축기 코일은 실내 열(증발기가 흡수하는 열)과 압축기를 구동하는 전동기가 생성하는 열을 모두 배출하는 역할을 하기 때문이다.

## 에너지 효율
건물 부문은 전 세계 에너지의 가장 큰 비중을 소비하므로, 공기조화는 건물 에너지 효율을 높이는 데 중요한 역할을 한다. 1980년대 이후로 공기조화 장비 제조업체는 생산하는 시스템의 효율성을 높이기 위해 노력해왔다. 이는 원래 에너지 비용 상승에 의해 촉진되었고, 최근에는 환경 문제에 대한 인식 증가에 의해 추진되었다. 또한, 공기조화 시스템 효율성의 개선은 거주자의 건강과 생산성을 높이는 데도 도움이 될 수 있다. 미국에서는 EPA가 수년간 더 엄격한 제한을 부과해왔다. 공기조화 시스템을 더 효율적으로 만드는 여러 가지 방법이 있다.

### 난방 에너지
과거에는 온수 난방이 건물을 난방하는 데 더 효율적이었고 미국에서는 표준이었다. 오늘날, 강제 공기 시스템은 공기조화에도 사용될 수 있으며 더 인기가 많다.
교회, 학교, 고급 주택에서 널리 사용되는 강제 공기 시스템의 몇 가지 이점은 다음과 같다.
- 더 나은 공기조화 효과
- 최대 15~20%의 에너지 절약
- 균일한 조절

단점은 설치 비용이 기존 공기조화 시스템보다 약간 높을 수 있다는 것이다.
중앙 난방 시스템에서 구역 난방을 도입하면 에너지 효율을 더욱 높일 수 있다. 이는 비중앙 난방 시스템과 유사하게 열을 보다 세밀하게 적용할 수 있게 한다. 구역은 여러 개의 온도 조절기로 제어된다. 온수 난방 시스템에서는 온도 조절기가 구역 밸브를 제어하고, 강제 공기 시스템에서는 공기 흐름을 선택적으로 차단하는 통풍구 내부의 구역 댐퍼를 제어한다. 이 경우 제어 시스템은 적절한 온도를 유지하는 데 매우 중요하다.
난방 예측은 각 시간 단위로 건물에 공급되어야 하는 난방 에너지 수요를 계산하여 건물 난방을 제어하는 또 다른 방법이다.

### 지열 히트 펌프
지열 또는 지열 히트 펌프는 일반적인 열펌프와 유사하지만, 외부 공기로 열을 전달하거나 받는 대신 지구의 안정적이고 균일한 온도에 의존하여 난방 및 공기조화를 제공한다. 많은 지역에서는 계절별 극한 온도를 경험하며, 이는 건물을 난방하거나 냉방하기 위해 대용량 난방 및 냉방 장비가 필요할 것이다. 예를 들어, 몬태나주의 −57 °C (−70 °F) 저온에서 건물을 난방하거나 미국에서 기록된 최고 온도인 1913년 데스 밸리, 캘리포니아의 57 °C (134 °F)에서 건물을 냉각하는 데 사용되는 기존 열펌프 시스템은 실내 및 실외 공기 온도 간의 극심한 차이로 인해 많은 양의 에너지가 필요할 것이다. 그러나 지표면 아래 1.8 미터 (6 ft)에서는 지면 온도가 상대적으로 일정하게 유지된다. 비교적 온화한 온도인 이 거대한 지구 자원을 활용하면 난방 또는 냉방 시스템의 용량을 종종 크게 줄일 수 있다. 지면 온도는 위도에 따라 다르지만, 지하 1.8 미터 (6 ft)에서는 온도가 일반적으로 7 to 24 °C (45 to 75 °F) 범위에 불과하다.

### 태양열 공기조화
태양광 패널은 에어컨의 운영 비용을 잠재적으로 줄일 수 있는 새로운 방법을 제공한다. 기존 에어컨은 교류를 사용하여 작동하므로, 직류 태양광 발전은 이러한 장치와 호환되도록 인버터를 통해 변환되어야 한다. 새로운 가변 속도 직류 모터 장치는 이러한 변환이 필요 없으며, 모터가 공급되는 태양광 발전의 변화(예: 구름 덮개로 인한)와 관련된 전압 변동에 강하므로 태양광 발전으로 더 쉽게 작동할 수 있도록 한다.

### 환기 에너지 회수
에너지 회수 시스템은 때때로 배출되는 공기에서 현열 또는 잠열을 회수하기 위해 열교환기 또는 엔탈피 휠을 사용하는 열회수 환기 또는 에너지 회수 환기 시스템을 활용한다. 이는 집안의 낡은 공기에서 외부의 신선한 공기로 에너지를 전달함으로써 이루어진다.

### 공기조화 에너지
증기 압축 냉동 사이클의 성능은 열역학에 의해 제한된다. 이러한 공기조화 및 열펌프 장치는 열을 한 형태에서 다른 형태로 변환하는 대신 열을 이동시키므로, 열효율은 이러한 장치의 성능을 적절하게 설명하지 않는다. 성능 계수 (COP)는 성능을 측정하지만, 이 무차원 측정은 채택되지 않았다. 대신, 에너지 효율 비율 (EER)이 전통적으로 많은 공기조화 시스템의 성능을 특성화하는 데 사용되어 왔다. EER은 35 °C (95 °F)의 실외 온도에 기반한 에너지 효율 비율이다. 일반적인 냉방 시즌 동안 공기조화 장비의 성능을 보다 정확하게 설명하기 위해 EER의 수정 버전인 계절 에너지 효율 비율 (SEER) 또는 유럽에서는 ESEER이 사용된다. SEER 등급은 일정한 35 °C (95 °F) 실외 온도 대신 계절별 평균 온도에 기반한다. 현재 산업 최소 SEER 등급은 14 SEER이다. 엔지니어들은 기존 하드웨어의 효율을 개선할 수 있는 몇 가지 영역을 지적했다. 예를 들어, 공기를 이동시키는 데 사용되는 팬 블레이드는 일반적으로 판금으로 스탬핑되는데, 이는 경제적인 제조 방법이지만 결과적으로 공기역학적으로 효율적이지 않다. 잘 설계된 블레이드는 공기를 이동시키는 데 필요한 전력을 3분의 1로 줄일 수 있다.

### 수요 제어 주방 환기
수요 제어 주방 환기(DCKV)는 상업용 주방의 실제 요리 부하에 따라 주방 배기 및 공급 공기의 양을 제어하는 건물 제어 방식이다. 전통적인 상업용 주방 환기 시스템은 요리 활동량과 무관하게 100% 팬 속도로 작동하며, DCKV 기술은 이를 변경하여 상당한 팬 에너지와 조절된 공기 절약을 제공한다. 스마트 센싱 기술을 배포함으로써 배기 및 공급 팬을 모두 제어하여 모터 에너지 절약을 위한 유사 법칙을 활용하고, 보충 공기 난방 및 냉방 에너지를 줄이며, 안전을 높이고, 주변 주방 소음 수준을 낮출 수 있다.

## 공기 여과 및 청정

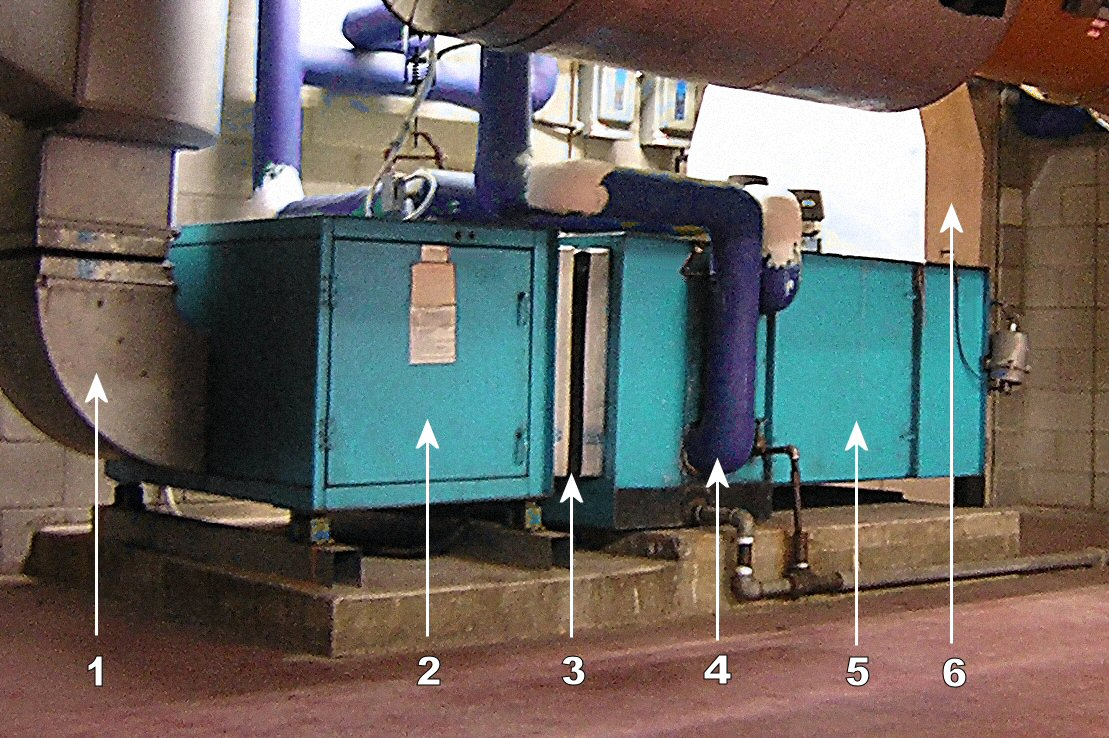
공기를 가열, 냉각 및 여과하는 데 사용되는 공기조화기

공기 청정 및 여과는 공기 중의 입자, 오염 물질, 증기 및 가스를 제거한다. 여과되고 청정된 공기는 난방, 환기 및 공기조화에 사용된다. 공기 청정 및 여과는 건물 환경을 보호할 때 고려되어야 한다. 존재한다면, 오염 물질은 제대로 제거되거나 여과되지 않으면 공기조화 시스템에서 나올 수 있다.
청정 공기 공급율(CADR)은 공기청정기가 방이나 공간에 공급하는 청정 공기의 양이다. CADR을 결정할 때 공간의 공기 흐름량도 고려된다. 예를 들어, 분당 30 세제곱미터 (1,000 cu ft)의 유량과 50%의 효율을 가진 공기청정기는 분당 15 세제곱미터 (500 cu ft)의 CADR을 가진다. CADR과 함께 여과 성능은 실내 환경의 공기에 있어 매우 중요하다. 이는 입자 또는 섬유의 크기, 필터 충진 밀도 및 깊이, 공기 흐름 속도에 따라 달라진다.

## 산업 및 표준
공기조화 산업은 운영 및 유지보수, 시스템 설계 및 건설, 장비 제조 및 판매, 교육 및 연구 분야를 포함하는 세계적인 사업이다. 공기조화 산업은 역사적으로 공기조화 장비 제조업체에 의해 규제되었지만, HARDI (Heating, Air-conditioning and Refrigeration Distributors International), ASHRAE, SMACNA, ACCA (Air Conditioning Contractors of America), 통일 기계 코드, 국제 기계 코드, AMCA와 같은 규제 및 표준 기관이 산업을 지원하고 높은 표준과 성과를 장려하기 위해 설립되었다. (UL은 종합 기관으로서 공기조화 산업에만 특화된 것은 아니다.)
냉방 및 난방 추정의 시작점은 외부 기후와 내부 지정 조건에 따라 달라진다. 그러나 열 부하 계산을 시작하기 전에 여압이 중요한 고려 사항이므로 각 영역에 대한 신선 공기 요구 사항을 자세히 파악해야 한다.

### 국제
ISO 16813:2006은 ISO 건축 환경 표준 중 하나이다. 이 표준은 건축 환경 설계의 일반 원칙을 수립한다. 거주자를 위한 건강한 실내 환경을 제공해야 하는 필요성뿐만 아니라 미래 세대를 위해 환경을 보호하고 지속 가능성을 위한 건축 환경 설계에 관련된 다양한 당사자 간의 협력을 촉진해야 하는 필요성을 고려한다. ISO16813은 신축 건물 및 기존 건물의 개조에 적용된다.
건축 환경 설계 표준은 다음을 목표로 한다.
- 설계 프로세스의 초기 단계부터 지속 가능성 문제에 대한 제약을 제공하며, 건물 및 플랜트 수명 주기를 설계 프로세스 시작부터 소유 및 운영 비용과 함께 고려해야 한다.
- 설계 프로세스의 모든 단계에서 실내 공기질, 열적 쾌적성, 음향 쾌적성, 시각적 쾌적성, 에너지 효율성 및 공기조화 시스템 제어에 대한 합리적인 기준으로 제안된 설계를 평가한다.
- 설계 프로세스 전반에 걸쳐 설계 결정 및 평가를 반복한다.

### 미국

#### 면허
미국에서는 연방 면허가 일반적으로 EPA 섹션 608 인증 (공기조화 장치의 설치 및 서비스에 대한)에 의해 처리된다.
미국의 많은 주에서는 보일러 운영에 대한 면허를 요구한다. 이 중 일부는 다음과 같다.
- 아칸소[45]
- 조지아[46]
- 미시간[47]
- 미네소타[48]
- 몬태나[49]
- 뉴저지[50]
- 노스다코타[51]
- 오하이오[52]
- 오클라호마[53]
- 오리건[54]

마지막으로, 일부 미국 도시에는 공기조화 전문가에게 적용되는 추가 노동법이 있을 수 있다.

#### 학회
많은 공기조화 엔지니어는 ASHRAE의 회원이다. ASHRAE는 정기적으로 두 개의 연례 기술 위원회를 조직하고, 4년마다 업데이트되는 공기조화 설계에 대한 인정된 표준을 발행한다.
또 다른 인기 있는 학회는 AHRI로, 새로운 냉동 기술에 대한 정기적인 정보를 제공하고 관련 표준 및 코드를 발행한다.

#### 코드
UMC 및 IMC와 같은 코드는 설치 요구 사항에 대한 많은 세부 정보를 포함한다. 다른 유용한 참고 자료로는 SMACNA, ACGIH 및 기술 무역 저널의 항목이 있다.
미국 설계 표준은 통일 기계 코드 또는 국제 기계 코드에 명시되어 있다. 특정 주, 카운티 또는 도시에서는 다양한 입법 절차를 통해 이러한 코드 중 하나를 채택하고 수정할 수 있다. 이 코드는 IAPMO 또는 ICC에서 3년마다 코드 개발 주기로 업데이트 및 발행된다. 일반적으로 지역 건축 허가 부서가 개인 및 특정 공공 재산에 대한 이러한 표준의 시행을 담당한다.

#### 기술자
공기조화 기술자는 난방, 환기, 공기조화 및 냉장을 전문으로 하는 숙련공이다. 미국의 공기조화 기술자는 정식 훈련 기관을 통해 교육을 받을 수 있으며, 대부분은 전문학사 학위를 취득한다. 공기조화 기술자 훈련은 강의실 강의와 실습 작업으로 구성되며, 졸업생이 일정 기간 전문 공기조화 기술자와 함께 일하는 도제 과정으로 이어질 수 있다. 훈련을 받은 공기조화 기술자는 공기조화, 열펌프, 가스 난방 및 상업용 냉장과 같은 분야에서도 인증을 받을 수 있다.

### 영국
건축 서비스 엔지니어 협회는 건물이 작동할 수 있도록 하는 필수 서비스 (시스템 아키텍처)를 다루는 기관이다. 여기에는 전기 기술, 난방, 환기, 공기조화, 냉동 및 배관 산업이 포함된다. 건축 서비스 엔지니어로 훈련하려면, 학업 요구 사항은 측정, 계획 및 이론에 중요한 GCSE (A-C) / Standard Grades (1-3)의 수학 및 과학 과목이다. 고용주는 종종 건축 환경 공학, 전기 공학 또는 기계 공학과 같은 공학 분야의 학위를 요구한다. CIBSE의 정회원이 되어 영국 공학 위원회에 공인 엔지니어로 등록하려면, 엔지니어는 관련 공학 분야에서 우등 학위와 석사 학위를 취득해야 한다. CIBSE는 영국 시장뿐만 아니라 아일랜드 공화국, 호주, 뉴질랜드, 홍콩과 관련된 여러 공기조화 설계 가이드를 발행한다. 이러한 가이드에는 다양한 권장 설계 기준 및 표준이 포함되어 있으며, 그 중 일부는 영국 건축 규정에 인용되어 주요 건축 서비스 작업에 대한 입법 요구 사항을 구성한다. 주요 가이드는 다음과 같다.
- 가이드 A: 환경 설계
- 가이드 B: 난방, 환기, 공기조화 및 냉동
- 가이드 C: 참조 데이터
- 가이드 D: 건물 내 운송 시스템
- 가이드 E: 화재 안전 공학
- 가이드 F: 건물 내 에너지 효율
- 가이드 G: 공중 보건 공학
- 가이드 H: 건물 제어 시스템
- 가이드 J: 날씨, 태양 및 조명 데이터
- 가이드 K: 건물 내 전기
- 가이드 L: 지속 가능성
- 가이드 M: 유지보수 공학 및 관리

건설 분야에서 건축 서비스 엔지니어의 역할은 가스, 전기, 물, 난방 및 조명과 같은 필수 서비스뿐만 아니라 다른 많은 서비스의 디자인 및 설치 및 유지보수를 감독하는 것이다. 이 모든 것은 건물을 살고 일하기에 편안하고 건강한 장소로 만드는 데 도움이 된다. 건축 서비스는 51,000개 이상의 기업을 보유하고 있으며 GDP의 2~3%를 차지하는 분야이다.

### 호주
호주 공조 및 기계 계약자 협회(AMCA), 호주 냉동, 공조 및 난방 연구소(AIRAH), 호주 냉동 기계 협회 및 CIBSE가 담당한다.

### 아시아
아시아 건축의 온도 조절은 유럽 방식과는 다른 우선순위를 가지고 있다. 예를 들어, 아시아의 난방은 전통적으로 바닥이나 코타츠 테이블과 같은 물체의 온도를 유지하고 사람들을 직접적으로 따뜻하게 하는 데 중점을 둔 반면, 현대 서양의 초점은 공기 시스템 설계에 있다.

#### 필리핀
필리핀 환기, 공기조화 및 냉동 엔지니어 협회(PSVARE)와 필리핀 기계 엔지니어 협회(PSME)는 필리핀의 공기조화/MVAC(MVAC는 "기계 환기 및 공기조화"를 의미함)에 대한 코드 및 표준을 관장한다.

#### 인도
인도 난방, 냉동 및 공기조화 엔지니어 협회(ISHRAE)는 인도의 공기조화 산업을 육성하기 위해 설립되었다. ISHRAE는 ASHRAE의 준회원이다. ISHRAE는 1981년 뉴델리에 설립되었으며, 1989년 방갈로르에 지부가 설립되었다. 1989년부터 1993년 사이에 인도의 모든 주요 도시에 ISHRAE 지부가 형성되었다.

## 같이 보기
- 냉각
- BACnet